# Aspidoscelis dixoni
Aspidoscelis dixoni (сірий клітчастий батогохвіст) — вид ящірок родини теїдових (Teiidae). Ендемік США. Вид названий на честь американського герпетолога Джеймса Діксона.

## Поширення і екологія
Сірі клітчасті батогохвости мешкають в окрузі Ідальго в штаті Нью-Мексико та в окрузі Пресидіо в Техасі. Вони живуть в скелястих напівпустельних районах, слабо порослих рослинністю. Розмножуються шляхом партеногенезу. Відкладають яйця.